# Peromyia obunca
Peromyia obunca är en tvåvingeart som beskrevs av Jaschhof 2004. Peromyia obunca ingår i släktet Peromyia och familjen gallmyggor. Inga underarter finns listade i Catalogue of Life.